# Dieter C. Döpfner
Dieter Christian Döpfner (* 8. Januar 1928; † 12. Oktober 2012) war ein deutscher Architekt und Hochschullehrer, der als Direktor die Hochschule für Gestaltung in Offenbach am Main leitete.

## Leben
Döpfner war nach seinem Architekturstudium als Assistent bei Buckminster Fuller und später bei Egon Eiermann tätig. Er war Leiter der Kulturabteilung des Deutschen Handwerks-Instituts. 
Döpfner wurde 1966 Direktor der Werkkunstschule Offenbach am Main.:101 Als solcher beeinflusste er maßgeblich deren Umwandlung in eine moderne Hochschule. So hob er 1968 das Klassensystem auf, nachdem er dieses bereits 1966 in einem Zeitschriftenartikel ausgeführt hatte, in der er die Werkkunstschule als „Schule für Umweltgestaltung, in der die drei Bereiche Graphik, Produktgestaltung und Architektur gleichberechtigte ineinandergreifende Abteilungen sein sollten“, definierte.:429 Gleichzeitig wurden Dozenten aus den Bereichen Psychologie, Marketing, Soziologie und Kommunikationstheorie temporär berufen. Das Modell Hochschule für Gestaltung wurde später von vielen Designausbildungsstätten übernommen.
Sein Sohn Mathias Döpfner ist Vorstandsvorsitzender der Axel Springer AG.

## Schriften
- Gestaltendes Handwerk. (Bildband) Deutsches Handwerks-Institut, Bonn 1963. (235 Seiten)
- Arbeitsmodelle an der Werkkunstschule Offenbach. Offenbach 1970. (15 Seiten)
- Aus der Lehre. Thema Wohnen. Hochschule für Gestaltung, Offenbach 1976. (39 Seiten)